# Б-260 «Чита»
Б-260 «Чита» — советская и российская дизель-электрическая подводная лодка проекта 877 «Палтус», по кодификации НАТО «Kilo-сlass».

## История

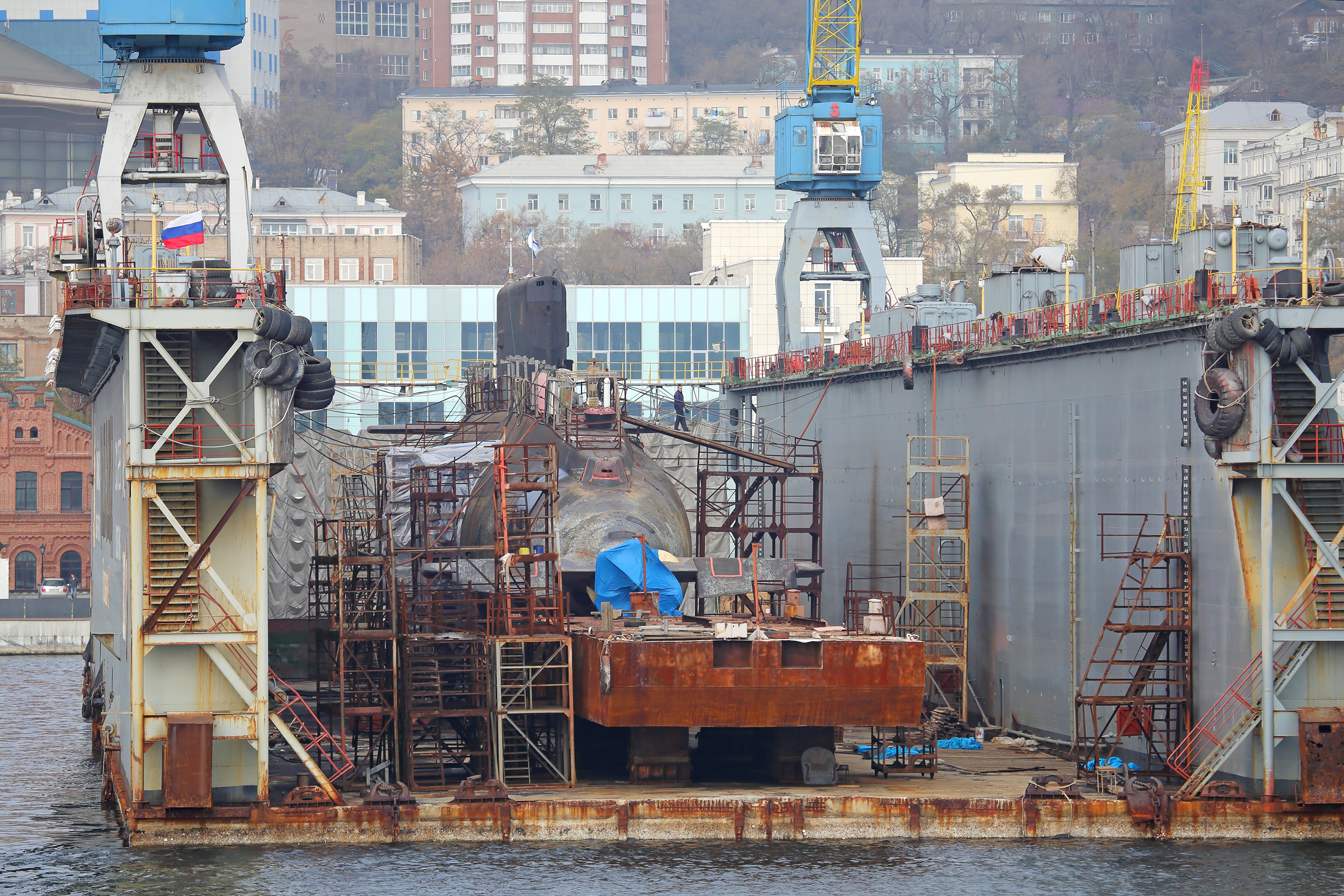
Б-260 «Чита» в доке Дальзавода

Заложена 22 февраля 1981 года на судостроительном заводе им. Ленинского Комсомола в Комсомольске-на-Амуре под заводским номером 452. 23 августа того же года была спущена на воду, и переведена на достроечную базу завода «Звезда» в Большом Камне. 30 декабря 1981 года вошла в строй.
В 1982 году вошла в состав 182-й отдельной БрПЛ Тихоокеанского флота с базированием на бухту Бичевинская.
В 1997 году перебазирована в бухту Малый Улисс во Владивостоке и перечислена в состав 19 ОБрПЛ ТОФ.
В связи с установлением шефства администрацией города Чита 19 марта 2006 года Б-260 получила собственное имя «Чита».
С лета 2011 года по 27 января 2012 года прошла ремонт в центре судоремонта «Дальзавод»
30 июня 2012 года Президент Татарстана Рустам Минниханов посетил корабли Тихоокеанского флота МПК «Советская гавань» и ДЭПЛ Б-260 «Чита» бухте Малый Улисс.
С 2013 год Б-260 «Чита» была выведена из состава 19-й БрПЛ (213-й ДиПЛ) ТОФ, находилась в бухте Малый Улисс во Владивостоке и ожидала утилизации. Вечером 11 декабря 2019 во время буксировки на металлоперерабатывающий завод «Аскона» на утилизацию легла кормовой частью на грунт и начала тонуть в заливе Восток. Носовая часть находится над водой.

## Вооружение
Подводная лодка вооружена 6 носовыми торпедными аппаратами (533 мм). Боезапас составляет 18 торпед или 24 мины.

## Командиры
- 1981—1987 Побожий А. А.
- 1987—1990 Горюшин Р. И.
- 1990—1995 Баталин С. А.
- 1996—1997 Снегов Е. С.
- 1997—2002 Саутин А. С.
- 2002—2004 Рахманенко П.
- 2005—2006 Бардовский А. А.
- 2007—2008 Дергоусов А.
- 2008—2009 Чирва О. В.
- 2009—2009 Колесников С. В. — ВрИО
- 2010—2015 Лимонов Е. Н.
- 2015 —    Малевский Е.В.

## Награды
- Подводная лодка награждена орденом «Защитнику России» 1 степени.
- Экипаж лодки под командованием капитана 2-го ранга Е. Н Лимонова награждён призом главнокомандующего ВМФ.